# Кейлъб Кар
Кейлъб Кар (на английски: Caleb Carr) е американски военен историк и писател на произведения в жанра исторически трилър, хорър, военен и дипломатически исторически роман, научна фантастика и документалистика.

## Биография и творчество
Кейлъб Кар е роден на 2 август 1955 г. в Манхатън, Ню Йорк, САЩ, в семейството на Лушън Кар и Франческа Фон Хартц, вторият от тримата им синове. Баща му, поетът Лушън Кар, е една от иконите на бийт поколението заедно с Алън Гинзбърг, Уилям Бъроуз и Джак Керуак. Завършва семинарията за квакери „Приятели“ в центъра на Ню Йорк. В периода 1973 – 1975 г. следва в Кениън Колидж в Гамбир, Охайо, но се прехвърля в Нюйоркския университет и през 1977 г. получава бакалавърска степен по военна и дипломатическа история.
След дипломирането си, с помощта на известния историк и експерт по американската външна политика Джеймс Чейс, работи като изследовател и помощник-редактор в списание „Quarterly Foreign Affairs“.
Първият му роман „Casing the Promised Land“ (Случаят с обетованата земя) е издаден през 1980 г. Той представя историята за навършване на пълнолетие на трима младежи в Ню Йорк. След публикуването напуска работата си и се насочва към писателската си кариера.
В периода 1989 – 1994 г. е редактор в „MHQ: The Quarterly Journal of Military History“ и е съставител на поредиците „Modern Library War Series“. Негови военни и политически статии са публикувани в множество списания и периодични издания, сред които „The World Policy Journal“, „Ню Йорк Таймс“, „Уошингтън Поуст“ и списание „Тайм“. Преподавал е военна история в престижния колеж „Бард“. Освен това е работил в киното, театъра и телевизията.
През 1994 г. е издаден първият му роман „Алиенистът“ от поредицата „Др. Ласло Крайцлер“. През 1896 г. сериен убиец извършва убийства на деца във вертепите на Ню Йорк. Шефът на полицията (и бъдещ президент на САЩ) Теодор Рузвелт се обръща към алиениста Крайцлер, един от пионерите на психоанализата за помощ в разследването, който обединява усилията си с журналиста Джон Шуйлер Мур. Романът става бестселър в списъка на „Ню Йорк Таймс“, получава наградата „Антъни“ за най-добър първи криминален роман, и го прави известен. През 2018 – 2020 г. романът е екранизиран в едноименния телевизионен сериал с участието на Даниел Брюл, Дакота Фанинг и Люк Евънс.
Автор е на документалната книга „Уроците на терора“ – задълбочено изследване на историческите корени на тероризма.
Кейлъб Кар живее от 2000 г. в къщата си „Мизъри маунтийн“ в Чери Плейн, щат Ню Йорк.

## Произведения

### Самостоятелни романи
- Casing the Promised Land (1980)
- Killing Time (2000)
Господарят на времето, изд.: ИК „Обсидиан“, София (2011), прев. Зорница Димова
- The Italian Secretary (2005) – история за Шерлок Холмс
- The Legend of Broken (2012)
- Surrender, New York (2016)

## Серия „Д-р Ласло Крайцлер“ (Laszlo Kreizler and John Schuyler Moore)
1. The Alienist (1994) – награда „Антъни“ за най-добър първи роман
Алиенистът, изд.: ИК „Обсидиан“, София (1999), прев. Любомир Николов – Нарви
2. The Angel of Darkness (1997)
3. The Alienist at Armageddon (2019)

### Новели
- Doctoral Deformation (2017)

### Документалистика
- America Invulnerable (1988) – с Джеймс Чейс
- The Devil Soldier: The Story of Frederick Townsend Ward (1995) – биография
- The Lessons of Terror (2002)
Уроците на терора : История на войната срещу цивилното население : Защо тя винаги се е проваляла и защо ще се провали отново, изд.: ИК „Обсидиан“, София (2011), прев. Кольо Коев

### Екранизации
- 1991 Bad Attitudes
- 1998 The Warlord: Battle for the Galaxy
- 2004 Заклинателят: Началото, Exorcist: The Beginning
- 2005 Легенда за екзорсиста, Dominion: Prequel to the Exorcist
- 2018 – 2020 The Alienist – тв сериал, 18 епизода, по романите „Алиенистът“ и „The Angel of Darkness“, продуцент